# Ceren Taşçı
Ceren Taşçı (Estambul, 15 de mayo de 1989) es una actriz y modelo turca, conocida por interpretar el papel de Ayhan Işık en la serie Erkenci Kuş.

## Biografía
Ceren Taşçı nació el 15 de mayo de 1989 en Estambul (Turquía), desde temprana edad mostró inclinación por la actuación.

## Carrera
Ceren Taşçı completó su educación universitaria en la facultad de arte y diseño del departamento de teatro de la Kadir Has University de Estambul. En 2016 y 2017 hizo su primera aparición como actriz con el papel de Filiz Sarihan en la serie No: 309. En 2017 y 2018 se unió al elenco de la serie Aslan Ailem, interpretando el papel de Sevgi. De 2017 a 2019, interpretó el papel de Oya en la serie Kadin.
En 2018 y 2019 fue elegida para interpretar el papel de Ayhan Işık en la serie Erkenci Kuş y donde actuó junto a actores como Can Yaman, Demet Özdemir, Öznur Serçeler, Anıl Çelik y Ali Yağcı. En 2019 interpretó el papel de Nazgül en la película Kirk Yalan dirigida por Hamdi Alkan. Al año siguiente, en 2020, interpretó el papel de Vesile en la película Feride dirigida por Ali Yorgancioglu y Zeynep Çamci. En el mismo año ocupó el papel de Sümbül en la serie Kafa Doktoru.
En 2021 interpretó el papel de Ayse en la serie Acans. En el mismo año protagonizó la serie Menajerimi Ara. En 2022 protagonizó la serie 10 Bin Adim, en Aslinda Özgürsün y en Seversin (en el papel de Nesrin).

## Filmografía

### Cine
| Año  | Título     | Personaje | Director                        |
| ---- | ---------- | --------- | ------------------------------- |
| 2019 | Kirk Yalan | Nazgül    | Hamdi Alkan                     |
| 2020 | Feride     | Vesile    | Ali Yorgancioglu y Zeynep Çamci |

### Televisión
| Año       | Título           | Personaje     | Notas        |
| --------- | ---------------- | ------------- | ------------ |
| 2016-2017 | No: 309          | Filiz Sarıhan | 65 episodios |
| 2017-2018 | Aslan Ailem      | Sevgi         | 26 episodios |
| 2017-2019 | Kadin            | Oya           | 68 episodios |
| 2018-2019 | Erkenci Kuş      | Ayhan Işık    | 39 episodios |
| 2020      | Kafa Doktoru     | Sümbül        | 9 episodios  |
| 2021      | Acans            | Ayse          | 1 episodio   |
| 2021      | Menajerimi Ara   |               | 1 episodio   |
| 2022      | 10 Bin Adim      |               | 1 episodio   |
| 2022      | Aslinda Özgürsün | Semra         | 8 episodios  |
| 2022      | Seversin         | Nesrin Akkuş  | 20 episodios |

## Premios y reconocimientos
Premios Mariposa Dorada de Pantene
| Año  | Categoría                         | Trabajo     | Resultado |
| ---- | --------------------------------- | ----------- | --------- |
| 2019 | Mejor actriz de comedia romántica | Erkenci Kuş | Nominada  |

Premios de Teatro y Cine Sadri Alisik
| Año  | Categoría                                    | Resultado |
| ---- | -------------------------------------------- | --------- |
| 2019 | Mejor actriz de reparto en musical o comedia | Ganadora  |